# Choreography
Choreography — альбом Ванессы Мэй, совместная работа Vangelis, Билла Уилана, A. Р. Рахмана, Толга Кашифа и Уолтер Тайба. Ванесса выступает с Королевским Филармоническим Оркестром. Издан в 2004 году.
Композиция «Изумрудный Тигр» создана композитором танцевального шоу Riverdance, и является своего рода ирландским/азиатским миксом — одна из особенностей альбома.

## Список композиций
1. «Sabre Dance» (Aram Khachaturian) — 6:01
2. «Roxane’s Veil» (Vangelis) — 4:42
3. «Bolero for Violin and Orchestra» (Walter Taieb) — 5:06
4. «Tango de los Exilados» (Walter Taieb) — 3:55
5. «The Havana Slide» (Jon Cohen) — 3:45
6. «Emerald Tiger» (Bill Whelan) — 3:50
7. «Tribal Gathering» (Walter Taieb & Vanessa-Mae) — 3:37
8. «Raga’s Dance» (A.R. Rahman) — 5:26
9. «Moroccan Roll» (Jon Cohen, Kad Achouri & Vanessa-Mae) — 3:08
10. «Handel’s Minuet» (George Friederic Handel) — 3:50

## Позиции в чартах
| Чарт            | Высшая позиция |
| --------------- | -------------- |
| UK Albums Chart | 66             |